# Josef Leeb
Josef Leeb (ur. 3 stycznia 1911, zm. 27 maja 1947 w Landsberg am Lech) – zbrodniarz hitlerowski, członek załogi obozu koncentracyjnego Mauthausen-Gusen oraz SS-Unterscharführer (nr identyfikacyjny w SS: 296488).
Członek Waffen-SS od 7 września 1939, należał do personelu Mauthausen od 15 sierpnia 1941 do marca 1945. Pełnił służbę w obozowym gestapo (Politische Abteilung). Leeb brał udział w egzekucjach i maltretował więźniów.
Skazany przez amerykański Trybunał Wojskowy w procesie załogi Mauthausen-Gusen (US vs. Johann Altfuldisch i inni) na karę śmierci przez powieszenie i stracony w więzieniu Landsberg 27 maja 1947.